# Carl Bonde
Carl Gustaf Bonde af Björnö (Mörkö, Estocolm, 28 d'abril de 1872 - Castell de Hörningsholm, Södertälje, 13 de juny de 1957) va ser un genet i oficial de l'exèrcit suec que va competir a començaments del segle xx.

## Carrera militar
Nascut a Estocolm, era fill del terratinent i comte Gustaf Fredrik Bonde af Björnö i la seva muller anglesa Ida Horatia Charlotta Marryat. Entrà a l'exèrcit el 1892 i arribà al grau de sergent a Regiment Reial d'Hussars (K 3) el 1893, a segon tinent el 1894 i a tinent el 1900. Es retirà el 1908 i el 1910 acabà sent capità de cavalleria a la reserva. El 1909 Bonde havia estat nomenat equerry de la cort, i el 1916 fou ascendit a cap de les Cavalleries Reials, càrrec que va ocupar durant dècades.

## Carrera esportiva
El 1912 va prendre part en els Jocs Olímpics d'Estocolm, on va guanyar la medalla d'or en la prova de doma clàssica del programa d'hípica, amb el cavall  Emporer.
No va ser fins als Jocs d'Amsterdam de 1928 quan va disputar els seus segons i darrers Jocs Olímpics. En ells guanyà la medalla de plata en la prova de doma clàssica per equips del programa d'hípica, mentre en la doma clàssica individual fou dinovè.